# 1. slovenská národní fotbalová liga 1988/1989
V soubojích 20. ročníku 1. slovenské národní fotbalové ligy 1988/89 se utkalo 16 týmů dvoukolovým systémem podzim–jaro.

## Konečná tabulka
Zdroj: 
| Poř. | Tým                           | Z  | V  | R  | P  | VG | OG | B  |
| ---- | ----------------------------- | -- | -- | -- | -- | -- | -- | -- |
| 1.   | ZVL Považská Bystrica         | 30 | 20 | 5  | 5  | 64 | 23 | 45 |
| 2.   | ZVL Žilina                    | 30 | 17 | 10 | 3  | 70 | 29 | 44 |
| 3.   | Tatran Prešov                 | 30 | 16 | 6  | 8  | 59 | 36 | 38 |
| 4.   | Jednota ZŤS Košice            | 30 | 9  | 13 | 8  | 34 | 26 | 31 |
| 5.   | Baník Prievidza               | 30 | 12 | 5  | 13 | 35 | 33 | 29 |
| 6.   | Agro SSZ Hurbanovo            | 30 | 10 | 9  | 11 | 38 | 38 | 29 |
| 7.   | SH Senica                     | 30 | 11 | 6  | 13 | 36 | 34 | 28 |
| 8.   | Magnezit Jelšava              | 30 | 11 | 6  | 13 | 35 | 39 | 28 |
| 9.   | Slavoj Poľnohospodár Trebišov | 30 | 8  | 12 | 10 | 29 | 34 | 28 |
| 10.  | Slovan Duslo Šaľa             | 30 | 9  | 10 | 11 | 33 | 50 | 28 |
| 11.  | ZZO Čadca                     | 30 | 11 | 6  | 13 | 35 | 54 | 28 |
| 12.  | Zemplín Vihorlat Michalovce   | 30 | 8  | 11 | 11 | 37 | 41 | 27 |
| 13.  | Slovan Agro Levice            | 30 | 10 | 7  | 13 | 34 | 54 | 27 |
| 14.  | Spoje Bratislava              | 30 | 9  | 6  | 15 | 38 | 49 | 24 |
| 15.  | Chemlon Humenné               | 30 | 8  | 8  | 14 | 34 | 49 | 24 |
| 16.  | Tesla Stropkov                | 30 | 7  | 8  | 15 | 24 | 46 | 22 |

Poznámky:
- Z = Odehrané zápasy; V = Vítězství; R = Remízy; P = Prohry; VG = Vstřelené góly; OG = Obdržené góly; B = Body

|  | 1. československá fotbalová liga 1988/89 |
|  | Sestup do 2. SNFL                        |

## Soupisky mužstev

### ZVL Považská Bystrica
Peter Bartek (14/0),
Vladimír Figura (17/0) –
Milan Bartko (6/0),
Pavol Bartoš (26/5),
Rastislav Fiantok (27/13),
Miloš Holenda (4/0),
Ľubomír Kopinec (2/0),
Pavol Košík (30/3),
Jozef Kukučka (30/1),
Miloš Lejtrich (15/9),
Vladimír Masár (29/6),
Milan Meliš (29/3),
Stanislav Močár (12/3),
Milan Novák (28/6),
Ján Sedmina (2/0),
Libor Soldán (21/13),
Vladimír Sýkora (4/0),
Jaroslav Vágner (25/0),
Ľubomír Višňa (9/0),
Štefan Zaťko (29/0) –
trenér Ján Bodnár

### ZVL Žilina
Ladislav Molnár (30/0) –
Peter Bárka (29/15),
Peter Baumgartner (13/4),
Peter Gergely (7/1),
Dušan Horváth (15/9),
Jaroslav Kostoláni (25/2),
Jozef Krivjančin (24/0),
Vlastimil Kula (6/1),
Miloš Lonc (13/0),
Ivan Mahút (2/0),
Miroslav Mikolaj (25/1),
Anton Mintál (19/2),
Juraj Mintál (14/2),
Felix Mišutka (2/0),
Miroslav Mlejnek (20/8),
Ľudovít Sklenský (2/0),
Roman Slaný (7/0),
Jaroslav Šebík (29/10),
Miroslav Turianik (5/0),
Marián Valach (25/5),
Miroslav Vereš (6/1),
Oto Vyskočil (16/0),
Jozef Weber (2/0),
Ľuboš Zuziak (21/3) –
trenér Karel Brückner

### Tatran Prešov
Marián Hrinda (10/0),
Karol Korpáš (1/0),
Pavel Průša (14/0),
Miroslav Vrábel (6/0) –
Ľubomír Bednár (22/0),
František Buzek (8/1),
Alexander Comisso (14/0),
Petr Čmilanský (15/1),
Jozef Daňko (1/0),
Miroslav Fabián (14/1),
Peter Furda (4/0),
Jaroslav Galko (9/2),
Vladimír Gombár (28/13),
Miroslav Jantek (1/0),
Stanislav Kanáš (8/1),
Jozef Kostelník (12/1),
Viliam Ľuberda (19/1),
Igor Madár (15/2),
Rudolf Matta (24/11),
Petr Ondrášek (3/0),
Marián Prusák (27/9),
Jaroslav Rybár (27/3),
Pavol Stričko (11/0),
Cyril Stachura (14/0),
Ľuboš Štefan (16/1),
Jozef Talášek (6/0),
Štefan Tóth (26/3),
Pavol Vytykač (30/9) –
trenér Albert Rusnák

### Jednota ZŤS Košice
Jaroslav Olejár (30/0) –
Peter Andrejco (14/0),
Ján Blahušiak (15/1),
František Boda (3/0),
Ondrej Daňko (12/0),
Pavol Duraj (3/0),
Rudolf Ferenc (9/0),
Jaroslav Gorej (26/8),
Oldřich Kebísek (5/0),
Pavol Kretovič (14/0),
František Krišák (6/0),
Ladislav Lakatoš (20/0),
Jozef Majoroš (14/3),
Vladimír Marchevský (10/3),
Anton Petrovský (29/0),
Roman Pivarník (15/2),
Peter Sabol (30/0),
Radek Sasák (27/2),
Peter Serbin (27/7),
Ján Sičák (25/2),
Peter Ševčík (25/2),
Cyril Stachura (9/0),
Ľuboš Tomko (17/4),
Štefan Zajac (3/0) –
trenér Ondrej Singer

### Baník Prievidza
Marián Magdolen (29/0),
Pavol Petruf (2/0) –
Juraj Bátora (3/0),
Vladimír Brodzianský (6/0),
Jaroslav Derco (30/1),
Jaroslav Košecký (12/2),
Ivan Krnáč (25/0),
Milan Kušnír (28/6),
Michal Kuzma (30/3),
Daniel Lauko (15/2),
Miroslav Liška (4/0),
Ivan Nemčický (30/0),
Miroslav Oršula (4/0),
Milan Peciar (30/9),
Ľubomír Plevka (29/8),
Roman Slaný (18/2),
Jozef Sluka (7/1),
Jozef Staš (12/0),
Michal Svrček (15/0),
Vladimír Škultéty (6/0),
Vladimír Šlosár (16/0),
Jozef Tomasta (17/1),
Dušan Uškovič (17/0),
Róbert Žember (1/0) –
trenér František Skyva

### Agro SSZ Hurbanovo
Eugen Györi (1/0),
Stanislav Fišan (30/0) –
Miroslav Bachratý (29/0),
Miroslav Bojnák (4/1),
Attila Farkaš (6/0),
Rudolf Gendiar (30/1),
Marián Halás (26/6),
Ján Herda (26/2),
Igor Lančarič (13/0),
Dušan Maluniak (16/0),
Ján Meszároš (20/6),
Igor Mokroš (29/1),
Igor Popovec (19/4),
Jozef Ravasz (27/3),
Štefan Saxa (28/9),
Milan Srňanský (29/2),
Alfonz Višňovský (25/1),
Tibor Zsákovics (21/2),
Norbert Žáčik (8/0) –
trenér Dušan Radolský

### SH Senica
Peter Ivánek (3/0),
František Jurkovič (27/0) –
Peter Baumgartner (14/3),
Viktor Buzay (15/4),
Jiří Fiala (12/2),
Ladislav Harsa (2/0),
Fridrich Hutta (28/1),
Peter Hutta (29/0),
Miroslav Jakubovič (12/0),
Ivan Kavecký(30/2),
Emil Krajčík (26/1),
Branislav Kubica (27/4),
Jozef Lopatka (8/1),
Dušan Miča (30/0),
Jozef Mikula (9/0),
Ján Procházka (1/0),
Vladimír Prokop (17/2),
Miroslav Reha (21/0),
Jozef Růžička (17/1),
Štefan Sadloň (29/12),
Jozef Uhlár (28/1) –
trenér Fridrich Hutta st.

### Magnezit Jelšava
Alexander Búš (2/0),
Miroslav Kováč (28/0) –
Milan Barna (22/0),
Miroslav Bobka (7/1),
Ľubomír Dzura (8/0),
Július Eliáš (15/2),
Ján Fatľa (26/1),
Jaroslav Figúr (28/7),
Vladimír Gallo (12/1),
Miroslav Golenya (22/2),
Ján Gonosz (26/1),
Zoltán Gömöri (10/1),
Pavol Lukáč (17/0),
Ondrej Marciš (3/0),
Vladimír Marchevský (11/2),
Stanislav Michlík (25/10),
Miroslav Neušel (2/0),
Štefan Palík (25/6),
Ondrej Pazera (2/0),
Jaroslav Putera (26/1),
Ľubomír Spišák (29/0),
Ján Zdechovan (27/1) –
trenér Ján Petrák

### Slavoj Poľnohospodár Trebišov
Jozef Ďurček (6/0),
Milan Dziak (1/0),
Emil Sudimák (24/0) –
Andrej Blanár (30/2),
Alexander Comisso (13/0),
Jozef Džubara (27/0),
Róbert Filko (25/1),
Jozef Gazdag (15/0),
Mikuláš Juhás (3/0),
Milan Juhás (30/9),
Miroslav Kovalčík (10/0),
Rastislav Kuba (12/0),
Jaroslav Kurta (27/2),
Cyril Migaš (26/2),
Martin Poláček (20/2),
Vladimír Rusnák (28/3),
Andrej Šárik (9/0),
Jozef Šmitala (13/1),
Štefan Šoltész (25/4),
Jozef Štuň (28/2),
Jozef Tóth (2/0),
Milan Trella (6/1) –
trenér Štefan Nadzam

### Slovan Duslo Šaľa
Attila Jankovics (9/0),
Juraj Szabó (22/0) –
Oskar Alaxa (2/0),
Peter Bachratý (30/1),
Attila Bakmann (5/0),
Jozef Czuczor (30/7),
Miroslav Gábriš (20/9),
Dušan Galovič (26/1),
Ivan Horniš (3/0),
Ján Chrenko (9/0),
Miloš Jonis (21/0),
Ladislav Juhász (27/2),
Peter Kovačovič (30/4),
Miloš Ruta (1/0),
Róbert Száz (12/0),
Juraj Szöcz (26/2),
František Takáč (12/0),
Milan Válek (7/0),
Ján Valent (29/4),
Július Weibel (26/1),
Roman Zsolnai (9/0),
Juraj Žilkay (29/0) –
trenér Juraj Szikora

### ZZO Čadca
Karol Belaník (10/0),
Jozef Gálik (16/0),
František Smak (5/0) –
Miroslav Baka (30/1),
Ján Berešík (23/1),
Vladimír Čilo (25/5),
Stanislav Faldík (16/2),
Ivan Gábor (14/3),
Jozef Gaško (21/1),
Pavol Greguš (1/0),
Vladimír Hýll (12/1),
Jaroslav Kais (1/0),
Ján Kocúr (8/0),
Ladislav Kolembus (24/1),
Vladimír Kopásek (5/0),
Ladislav Kubica (12/0),
Alojz Kulla (6/1),
František Lušňák (25/1),
Ivan Mahút (15/1),
František Ondrejáš (25/2),
Miroslav Oravec (17/0),
Miroslav Radolský (1/0),
Pavol Strapáč (30/8),
Stanislav Škripek (16/2),
Jozef Vanin (24/5) –
trenér Miroslav Kráľ

### Zemplín Vihorlat Michalovce
Ľuboš Babjak (22/0),
Marián Hrinda (8/0) –
Vojtech Bursík (8/0),
Ľubomír Čižmár (26/7),
Roman Gál (12/1),
Peter Geroč (30/11),
Ján Guziar (14/1),
Ján Chochol (19/2),
Vojtech Juraško (27/0),
Michal Kapráľ (3/0),
Ladislav Kočiš-Kovaľ (1/0),
Štefan Kondor (19/0),
Ľubomír Kríž (6/0),
Ján Leško (5/1),
Ján Lišivka (19/2),
Ľubomír Micák (10/0),
Milan Ondo (28/2),
Marián Paňko (28/2),
Pavol Sütö (23/1),
Ján Varga (26/1),
Michal Varga (26/0),
Michal Vasil (24/2),
Jozef Žarnay (27/5) –
trenér Fridrich Bliščák

### Slovan Agro Levice
Milan Bútora (11/0),
Dezider Halmo (20/0) –
Ivan Baláž (29/0),
Peter Fabián (18/3),
Milan Flašík (18/2),
Eduard Gajdoš (15/8),
Karol Herák (16/1),
Ľuboš Herman (23/1),
Boris Hloška (14/2),
Ivan Horniš (8/0),
Miroslav Chlpek (11/0),
Štefan Klenko (28/4),
Miloš Klinka (11/0),
Milan Kováč (15/0),
Milan Lackovič (29/0),
Ján Maslen (29/2),
Jozef Pichňa (3/0),
Jozef Remeň (29/3),
Ladislav Struhárňanský (25/3),
Peter Ševčík (8/2),
Juraj Tariška (9/0),
Peter Valkovič (17/3) –
trenér Anton Hrušecký

### Spoje Bratislava
Ivan Maljar (23/0),
Ivan Mikuš (8/0) –
Slavomír Bielka (3/0),
Peter Cerovský (28/9),
Ján Csefalvay (6/1),
Ľubomír Demjanovič (16/0),
Róbert Fischer (21/0),
Kazimír Gajdoš (11/3),
Ján Haspra (19/1),
Richard Haša (15/1),
Pavol Hoboth (7/0),
Radomír Hrotek (15/0),
Branislav Janko (17/2),
Milan Kříž (30/5),
Otto Lörincz (19/0),
Dušan Magula (9/3),
Roman Pospiš (1/0),
Ladislav Steindl (19/1),
Oto Valíček (28/4),
Vojtech Varga (17/2),
Martin Venéni (21/6)
Ľubomír Zrubec (26/0) –
trenér František Urvay

### Chemlon Humenné
René Babušík (13/0),
Jaroslav Dobrančin (19/0) –
Martin Babin (11/1),
Ján Balaščík (27/1),
Milan Béreš (13/1),
Michal Černega (1/0),
Andrej Čirák (14/2),
Milan Danko (8/0),
Andrej Demjanovič (20/4),
Jaroslav Ferko (12/0),
Jaroslav Jelo (23/3),
Leonid Kocurišin (29/5),
Slavomír Kočerba (18/1),
Michal Kopej (27/0),
Miroslav Kovaľ (15/1),
Marián Krivjančin (5/1),
Miroslav Labun (15/5),
Marián Macko (18/1),
Jaroslav Matta (1/0),
Milan Nazad (7/0),
Dušan Papjak (27/3),
Zbyněk Pavličko (22/1),
Milan Soták (3/0),
Vladimír Uličný (6/0),
Ladislav Vasilenko (15/0),
Marián Wikarski (15/3) –
trenér Jozef Balažovič

### Tesla Stropkov
Ľuboš Kavka (9/0),
Karol Korpáš (21/0) –
Pavol Bielik (4/0),
Jozef Darida (4/0),
Zdenko Fedeš (26/1),
Jozef Gazda (28/5),
Peter Hurný (22/0),
Rudolf Jakubčo (29/3),
Alojz Lehocký (29/4),
Jozef Lehocký (30/0),
Emil Mati (8/0),
Marián Očipka (27/4),
Jaroslav Paňko (10/0),
Jozef Pariľák (30/1),
Pavol Piršč (28/1),
Martin Senaj (27/3),
Peter Sokol (2/0),
Jozef Štefko (27/1),
Jozef Talášek (19/1) –
trenér Vladimír Rusnák